# 凯撒奥格斯特

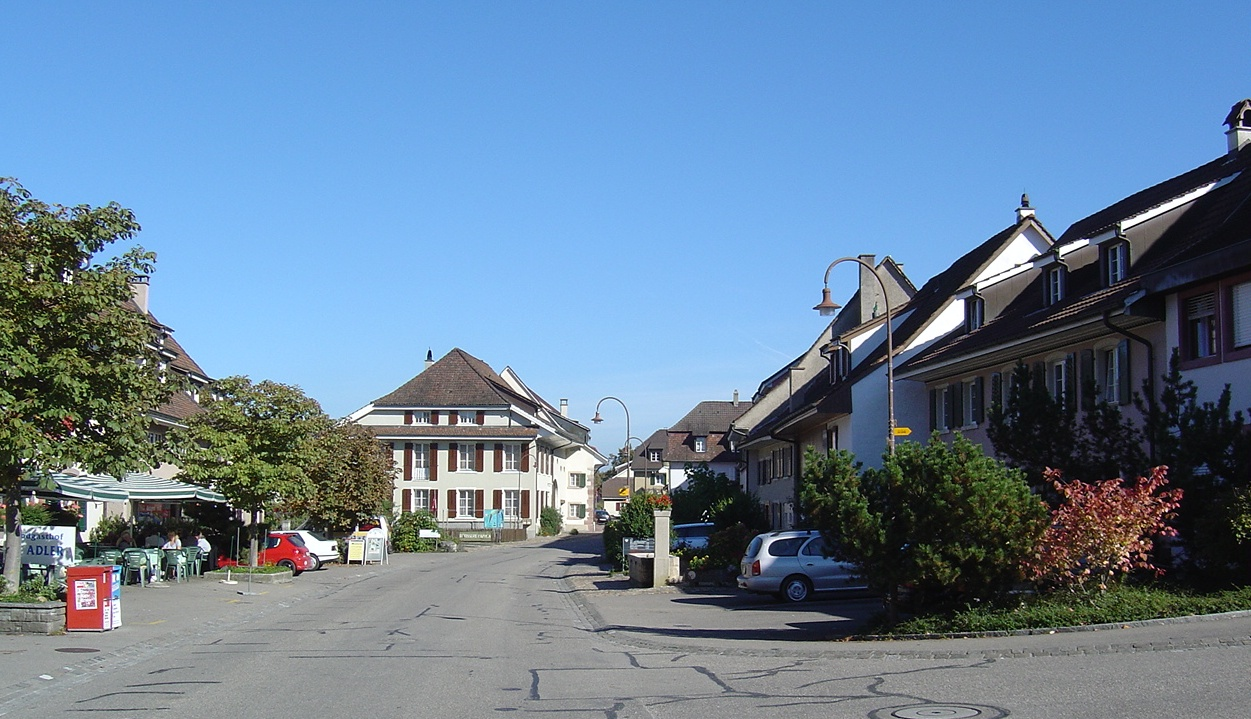

凯撒奥格斯特（德语：Kaiseraugst，意为奥古斯都大帝）是瑞士的城鎮，位於該國北部，由阿爾高州負責管轄，面積4.91平方公里，海拔高度269米，2012年人口5,525，三成半人口信奉基督教，人口密度每平方公里1125人。